# 德米特里·索洛维耶夫
德米特里·弗拉基米罗维奇·索洛维耶夫（俄语：Дмитрий Владимирович Соловьёв，1989年7月18日—），俄罗斯花样滑冰运动员，2013年世界锦标赛冰舞铜牌得主、2014年冬季奥运会团体金牌得主、2018年冬季奥运会团体银牌得主。